# Cinematic Music Group
Cinematic Music Group (CMG) ist ein von Johnny Shipes gegründetes, US-amerikanisches Independent-Label, das sich auf Hip-Hop-Künstler fokussiert. Die Plattenfirma bietet vor allem jungen, talentierten und bislang eher unbekannten Künstlern eine Plattform und übernimmt dabei auch allgemeine Aufgaben im Bereich des Management, Touring, Marketing und Entertainment.
Im Februar 2016 gab Cinematic die Aufnahme der Brooklyner Band Caveman in ihren Rooster bekannt. Damit versucht sich CMG erstmals an einer Zusammenarbeit mit Künstlern aus dem Bereich der Rockmusik.

## Künstler bei Cinematic Music Group
- ASTR (Contemporary R&B-Band)
- Caveman (Folk-Rock/Indie-Rock-Band)
- G Herbo (Rapper und Hip-Hop-Musiker)
- Joey Bada$$ (Rapper und Hip-Hop-Musiker)
- Big K.R.I.T. (Rapper und Musikproduzent)
- Kirk Knight (Rapper, Musikproduzent und Songwriter)
- Mick Jenkins (Rapper und Hip-Hop-Musiker)
- Mobsquad Nard (Rapper)
- Nyck Caution (Rapper)
- Smoke DZA (Rapper)
- Vashtie Kola (DJ, Creative Supervisor, Musikvideoregisseurin, Musikvideo- und Musikproduzentin)
- Pro Era (Hip-Hop-Gruppe)

## Ehemalige Künstler
- Capital STEEZ (Rapper und Mitglied von Pro Era; verstorben 2012)
- Cashius Green
- Fat Trel
- Nipsey Hussle
- Sean Kingston